# Actorthia olivierii
Actorthia olivierii är en tvåvingeart som först beskrevs av Macquart 1840.  Actorthia olivierii ingår i släktet Actorthia och familjen stilettflugor.
Artens utbredningsområde är Irak. Inga underarter finns listade i Catalogue of Life.